# Сажина, Нелли Николаевна
Не́лли Никола́евна Са́жина (23 января 1938, Сатка, Челябинской области — 4 марта 1996, Кишинёв, Молдавия) — молдавская советская художница по монументальной и станковой керамике.

## Биография
В 1946 году переехала с родителями в Кишинёв. С 1960 по 1966 гг. училась в Ленинградском высшем художественно-промышленном училище им. В. И. Мухиной на кафедре керамики и стекла у профессоров В. Ф. Маркова и В. С. Васильковского. С 1967 года работала в Художественном фонде Молдавской ССР. С 1969 года член Союза Художников СССР. В 1967—1995 гг. участвовала в республиканских, всесоюзных и зарубежных выставках. Трагически погибла в марте 1996 года.

## Монументальная керамика
- «Музы» (арх. А. Горшков, шесть фигур, высота — 220 см) — Молдавский государственный театр оперы и балета, фойе. Кишинёв. 1980 г.;
- «Физика» (арх. В. П. Меднек, 400×300 см) — Главный корпус Академии наук Молдавской ССР. Кишинёв. 1982 г.;
- «Белый букет-1», «Белый букет-2» (арх. Н. Загорецкий, 500×270 см) — Национальный дворец дружбы, фойе. Кишинёв. 1984 г.;
- «Древо жизни» (арх. Н. Ященко, 500×250 см) — Дворец бракосочетаний, ритуальный зал. Кишинёв. 1986 г.;
- «Бионика-1»(эмблема), «Бионика-2», 210×210 см (экстерьер), 500×250 см (интерьер) — Институт генетики Академии наук Молдавской ССР (корпус «Биотрон»). Кишинёв. 1987 г.;
- «Цветы» (арх. Ю. Туманян, шесть декоративных панно, 150×100 см) — Резиденция президента Республики Молдова, фойе. Кишинёв. 1989 г.;

## Участница международных конкурсов и симпозиумов по керамике
- 1974 — II Интерсимпозиум по керамике — Вильнюс, Литва;
- 1978 — VI Международный конкурс по керамике (биеналле) — Валлорис, Франция;
- 1983 — XLI Международный конкурс по керамике — Фаэнца, Италия;
- 1986 — XII Интерсимпозиум по керамике — Бехин, Чехия;
- 1987 — XLV Международный конкурс по керамике — Фаэнца, Италия;
- 1988 — XI Международный конкурс по керамике (биеналле) — Валлорис, Франция;
- 1989 — XLVI Международный конкурс по керамике — Фаэнца, Италия.